# Modena (Pensilvânia)
Modena é um distrito localizado no estado norte-americano de Pensilvânia, no Condado de Chester.

## Demografia
Segundo o censo norte-americano de 2000, a sua população era de 610 habitantes.
Em 2006, foi estimada uma população de 602, um decréscimo de 8 (-1.3%).

## Geografia
De acordo com o United States Census Bureau tem uma área de
0,9 km², dos quais 0,9 km² cobertos por terra e 0,0 km² cobertos por água.

## Localidades na vizinhança
O diagrama seguinte representa as localidades num raio de 12 km ao redor de Modena.